# Бачковски водопад
Бачковският водопад е образуван от карстов разлом. Висок е около 10 метра и е с множество ръкави и разклонения. Намира се над Бачковския манастир от лявата страна на туристическата пътека в посока към хижа „Марцаганица“. Един от многото водопади в резерват „Червената стена“ на територията на Родопите.